# Thorey-Lyautey
Thorey-Lyautey är en kommun i departementet Meurthe-et-Moselle i regionen Grand Est (tidigare regionen Lorraine) i nordöstra Frankrike. Kommunen ligger i kantonen Vézelise som tillhör arrondissementet Nancy. År 2022 hade Thorey-Lyautey 122 invånare.

## Befolkningsutveckling
Antalet invånare i kommunen Thorey-Lyautey
| Referens: INSEE |